# 小溪巨盾蛞蝓
小溪巨盾蛞蝓（学名：Macrochlamys riparius）为拟阿勇蛞蝓科巨盾蛞蝓属的动物，是中国的特有物种。分布于四川、长江流域一带等地，生活环境为陆地，多生活于山区树林潮湿的落叶、树枝或石块下以及农田河岸溪边杂草丛中。